# Klejtrup Sø
Klejtrup Sø er en sø ved Klejtrup sydvest for Hobro. Søen gennemskæres af kommunegrænsen mellem Viborg Kommune og Mariagerfjord Kommune.
Ved søens sydende ligger Verdenskortet ved Klejtrup Sø, et verdenskort af jord og sten bygget af dansk-amerikaneren Søren Poulsen i årene 1944-69. Samme sted ligger Klejtrup Volde, der er et voldsted for middelalderborgen Brattingsborg.
Lige øst for søen findes landsbyen Hvornum.
Søen er som en del af Skals Å-systemet en del af Natura 2000-område nr. 30 Lovns Bredning, Hjarbæk Fjord og Skals Ådal.

## Galleri
- Verdenskortet ved Klejtrup Sø (Danmark og den sydlige del af Skandinavien)
- Klejtrup Sø
- Klejtrup Sø